# Don Kirkpatrick
Donald „Don“ Kirkpatrick (* 17. Juni 1905 in Charlotte (North Carolina); † 13. Mai 1956) war ein US-amerikanischer Jazzpianist und Arrangeur des Swing.
Don Kirkpatrick spielte von 1926 bis 1933 bei Chick Webb (Heebie Jeepies, 1931) und bei Elmer Snowden und Don Redman von 1933 bis 1937. Er war außerdem als Arrangeur tätig für Teddy Hill, Count Basie, Cootie Williams, Buddy Johnson, Benny Goodman und andere Bandleader. Kirkpatrick nahm Schallplatten mit Benny Morton 1934, Sidney Bechet, Bunk Johnson 1947 und von 1952 bis 1955 als Mitglied des Orchesters von Wilbur De Paris auf. Kurz nach seinem Ausscheiden aus der New New Orleans Jazz Band starb Kirkpatrick an einer Lungenentzündung.

## Lexikalischer Eintrag
- Ian Carr, Digby Fairweather, Brian Priestley: Rough Guide Jazz. Der ultimative Führer zum Jazz. 1800 Bands und Künstler von den Anfängen bis heute. 2., erweiterte und aktualisierte Auflage. Metzler, Stuttgart/Weimar 2004, ISBN 3-476-01892-X.
- Martin Kunzler: Jazz-Lexikon, Reinbek, Rowohlt, 1988.
- Richard Cook, Brian Morton: The Penguin Guide to Jazz on CD. 6. Auflage. Penguin, London 2002, ISBN 0-14-051521-6.